# California State University, Long Beach Women's Volleyball
La California State University, Long Beach Women's Volleyball è la squadra di pallavolo femminile appartenente alla California State University - Long Beach, con sede a Long Beach (California): milita nella Big West Conference  della NCAA Division I.

## Palmarès
- NCAA Division I: 3

1989, 1993, 1998
- DGWS/AIAW Division I: 2

1972-73, 1973

## Record
| Piazzamento          |    | Edizione                                                                                             |
| -------------------- | -- | --- |
| Tornei NCAA          | 27 | Vincitrice: 3 1989, 1993, 1998                                                                       |
| Tornei NCAA          | 27 | Finale: 2 1991, 2001                                                                                 |
| Tornei NCAA          | 27 | Semifinali: 3 1992, 1997, 1999                                                                       |
| Tornei NCAA          | 27 | Elite Eight: 2 1990, 1994                                                                            |
| Tornei NCAA          | 27 | Sweet Sixteen: 3 1988, 1996, 2000                                                                    |
| Tornei NCAA          | 27 | Secondo turno: 6 1995, 2004, 2006, 2007, 2008, 2014                                                  |
| Tornei NCAA          | 27 | Primo turno: 8 1985, 1987, 2002, 2003, 2005, 2009, 2010, 2011                                        |
| Titoli di conference | 13 | Big West Conference: 13 1991, 1992, 1993, 1994, 1996, 1997, 1998, 2001, 2005, 2008, 2009, 2011, 2014 |

## Conference
- Pacific West Conference[3]: 1976-1984
- Big West Conference[1]: 1985-

## National Player of the Year
- Tara Cross (1988, 1989)
- Antoinette White (1991)
- Danielle Scott (1993)
- Misty May (1997, 1998)

## National Coach of the Year
- Brian Gimmillaro (1998)

## All-America

### First Team
- Tara Cross (1988, 1989)
- Sheri Sanders (1989)
- Danielle Scott (1991, 1992, 1993)
- Antoinette White (1991)
- Sabrina Hernandez (1992)
- Nichelle Burton (1993, 1994)
- Brita Schwerm (1995)
- Misty May (1997, 1998)
- Cheryl Weaver (1999, 2000, 2001)
- Tayyiba Haneef (2001)

### Second Team
- Tara Cross (1986, 1987)
- Antoinette White (1990)
- Sabrina Hernandez (1991)
- Nichelle Burton (1992)
- Joy McKienzie (1993)
- Traci Dahl (1994)
- Benishe Dillard (1997, 1998)
- Keri Nishimoto (2001)
- Brittany Hochever (2002)

### Third Team
- Elisha Thomas (2002)
- Alexis Crimes (2004)

## Allenatori
- Frances Schaafsma: 1964-1970
- Ann Heck: 1971
- Dixie Grimmett: 1972-1984
- Brian Gimmillaro: 1985-2016
- Joy McKienzie: 2017-